# FDP-Bundesparteitag 2014
Koordinaten: 51° 4′ 11,8″ N, 13° 42′ 53,9″ O

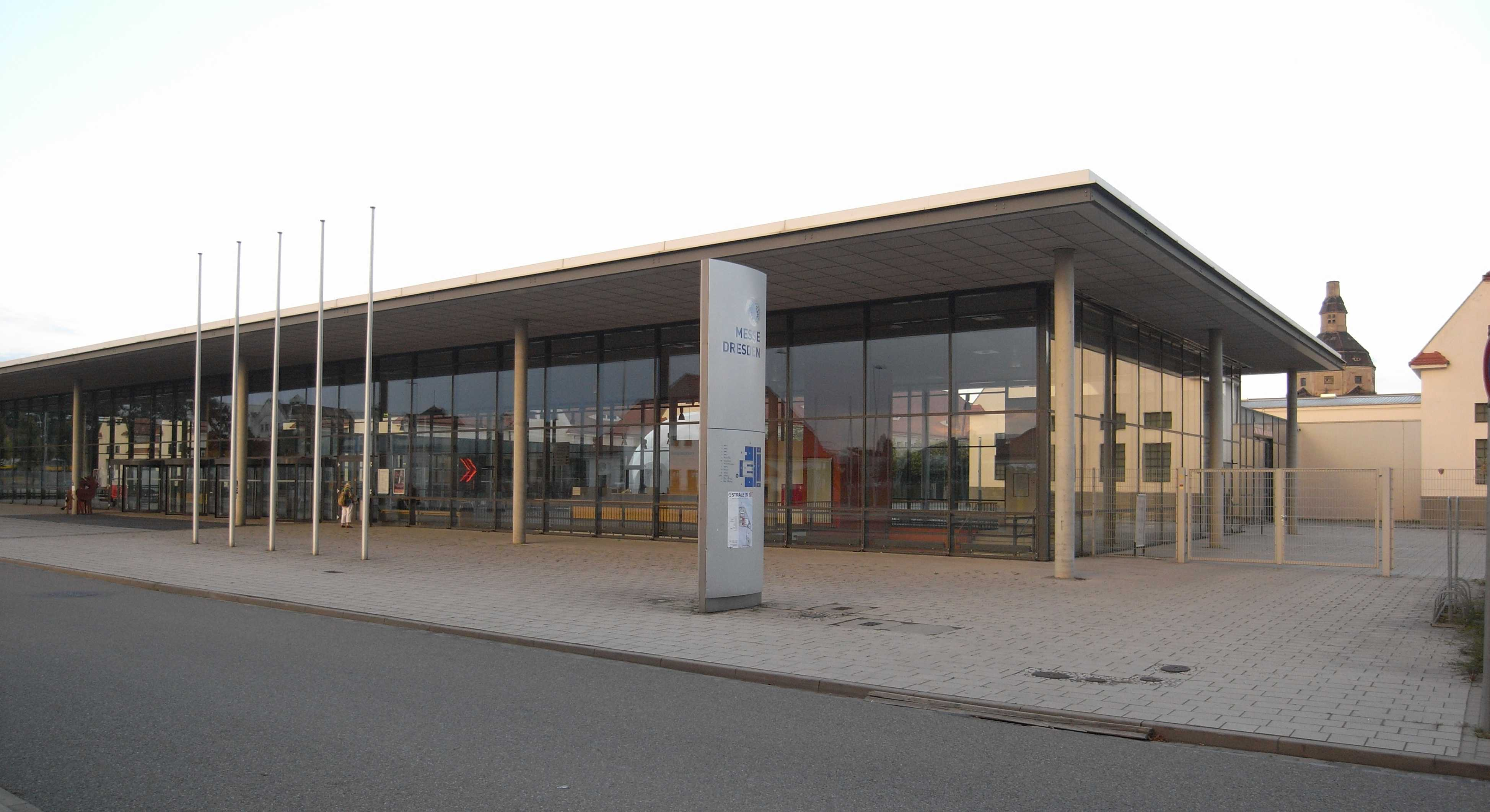
Messe Dresden

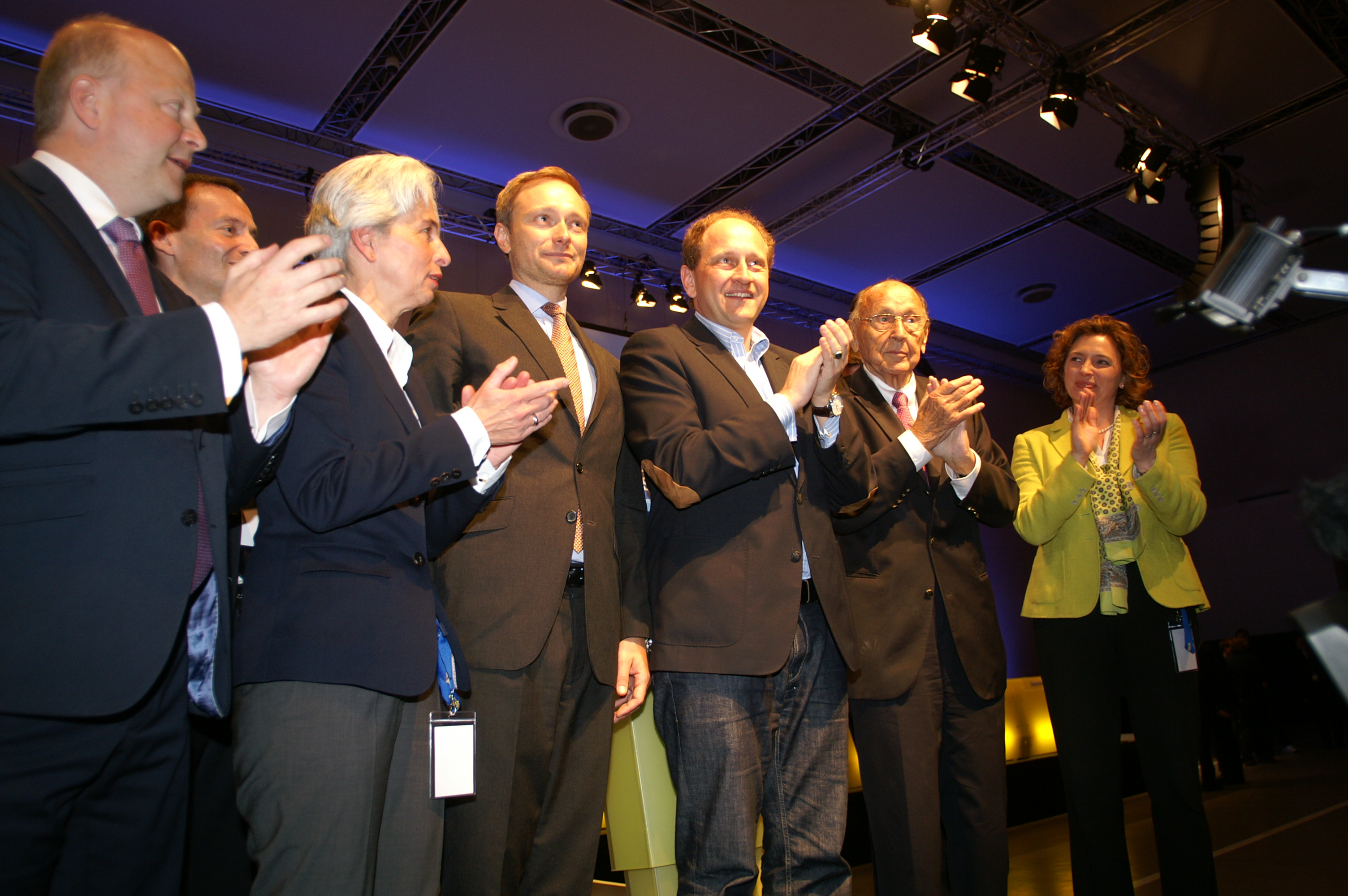
Bundesparteitag 2014 in Dresden

Den Bundesparteitag der FDP 2014 hielt die FDP vom 10. bis 11. Mai 2014 in Dresden ab. Es handelte sich um den 65. ordentlichen Bundesparteitag der FDP in der Bundesrepublik Deutschland. 

## Beschlüsse
Der Parteitag fasste folgende Beschlüsse sowie zwei Wahlaufrufe:
- Zur Bürgerpartei
- Zur Rente
- Zum Datenschutz
- Zum Dialog mit Russland
- Arbeitsprogramm zur „Mitmachpartei FDP“[1]
- Wahlaufruf zu den am 25. Mai 2014 stattfindenden Kommunalwahlen in zehn Bundesländern
- Wahlaufruf zu der am 25. Mai 2014 stattfindenden Europawahl.